# Chubu Electric Power
La compagnie d'Electricité de Chūbu (中部電力, Chubu Denryoku, TSE : 9502), en anglais Chubu Electric Power Co., Inc., aussi appelée Chuden, est le fournisseur d'électricité de la région de Chūbu dans la partie médiane de l'île de Honshū. Elle fournit de l'électricité à 60 Hz, alors qu'une partie de la préfecture de Nagano utilise du 50 Hz.

## Les moyens de production
Cette compagnie est l'une des trois plus importantes entreprises de Nagoya.

Elle possède :
- 1) Des centrales hydroélectriques d'une capacité de 5 217 MW :
  - Centrale hydroélectrique Iwazu
  - Barrage Kamiosu (1500 MW)
  - Barrage Takane I (340 MW)
  - Barrage Takane II (25 MW)
  - etc.
- 2) Onze centrales thermiques non nucléaires d'une capacité de 22 900 MW :
  - Centrale thermique Atsumi (pétrole et fioul lourd, 2400 MW)
  - Centrale thermique Kawagoe (gaz naturel, 1740 MW)
  - Centrale thermique Joetsu (cycle combiné, 3970 MW)
  - etc.
- 3) Une centrale nucléaire : la centrale nucléaire de Hamaoka (5 000 MW)

Plus récemment, cette compagnie s'est diversifiée dans l'industrie de la fibre optique en créant, en janvier 2006, une nouvelle compagnie dénommée Chubu telecommunications.